# Ладіслав Маєр
Ладіслав Маєр (чеськ. Ladislav Maier, нар. 4 січня 1966, Босковиці) — чеський футболіст, що грав на позиції воротаря, зокрема, за ліберецький «Слован» та віденський «Рапід», а також національну збірну Чехії.

## Клубна кар'єра
Народився 4 січня 1966 року в місті Босковиці. Вихованець юнацьких команд футбольних клубів «Сокол» (Лажани) і «ЧКД Бланско».
У дорослому футболі дебютував 1988 року виступами за «Дрновиці», в якій грав до 1991 року з невеликою перервою протягом частини 1990 року, коли був воротарем «Збройовки».
Привернув увагу представників тренерського штабу ліберецького «Слована», до складу якого приєднався 1992 року. Вже з наступного сезону став основним голкіпером команди і відіграв за неї загалом шість сезонів своєї кар'єри.
1998 року перейшов до австрійського клубу «Рапід» (Відень), за який відіграв сім сезонів. Протягом перших трьох сезонів в Австрії зазвичай виходив на поле в основному складі команди, згодом поступово втратив статус основного воротаря. У сезоні 2004/05 виборов титул чемпіона Австрії, хоча основним голкіпером команди вже був Гельге Паєр, а сам чех взяв участь лише у 6 з 36 ігор сезону. Завершив професійну кар'єру футболіста того ж 2005 року.

## Виступи за збірну
1995 року дебютував в офіційних матчах у складі національної збірної Чехії. Протягом кар'єри у національній команді, яка тривала 7 років, провів у її формі лише 7 матчів, оскільки здебільшого був резервним голкіпером.
У складі збірної був учасником чемпіонату Європи 1996 року в Англії, де чехи сягнули фіналу, в якому у додатковий час поступилися німцям, ставши таким чином лише віце-чемпіонами континенту. На цьому тріумфальному турнірі їх ворота незмінно захищав Петр Коуба, а Маєр залишався лише одним з його дублерів.
За чотири роки, на чемпіонаті Європи 2000 року у Бельгії та Нідерландах, чеська збірна виступила значно гірше, не подолавши груповий етап. Однак і тут Маєр був лише запасним воротарем, цього разу дублером Павела Срнічека.

## Титули і досягнення
- Чемпіон Австрії (1):

«Рапід» (Відень): 2004-2005
- Віце-чемпіон Європи: 1996